# Flines-lez-Raches
Flines-lez-Raches – miejscowość i gmina we Francji, w regionie Hauts-de-France, w departamencie Nord.
Według danych na rok 1990 gminę zamieszkiwały 5294 osoby, a gęstość zaludnienia wynosiła 275 osób/km² (wśród 1549 gmin regionu Nord-Pas-de-Calais Flines-lez-Raches plasuje się na 168. miejscu pod względem liczby ludności, natomiast pod względem powierzchni na miejscu 61.).